# Knizjovnik
Knizjovnik (bulgariska: Книжовник) är ett distrikt i Bulgarien.   Det ligger i kommunen Obsjtina Chaskovo och regionen Chaskovo, i den centrala delen av landet, 210 km sydost om huvudstaden Sofia.
Trakten runt Knizjovnik består till största delen av jordbruksmark. Runt Knizjovnik är det ganska glesbefolkat, med 38 invånare per kvadratkilometer.